# Montebello della Battaglia
Montebello della Battaglia är en ort och kommun i provinsen Pavia i regionen Lombardiet i Italien. Kommunen hade 1 563 invånare (2018).